# Moto M
El Motorola Moto M es un teléfono inteligente de gama media, parte de la familia Moto, surgido de la colaboración entre Lenovo y Motorola a raíz de su compra a Google.
Tiene por características una pantalla 1080p de 5.5 pulgadas con vidrio curvo 2.5D, procesador MediaTek Helio P15 de ocho núcleos a 2.2GHz, 4GB de RAM, 32GB o 64GB de almacenamiento interno, cámara principal de 16 megapixels con autofoco PDAF, cámara frontal de 8 megapixels, batería de 3050 mAh, puerto USB-C, lector de huellas dactilares debajo de la cámara trasera, y un chasis metálico unibody.

## Características

### Diseño
- Posee además una entrada para auriculares de 3.5mm.
- Tiene lector de huellas en la parte trasera.
- Cuenta con una pantalla IPS de 5,5 pulgadas y una resolución de 1080 x 1920 c El resultado de esta combinación es una densidad de 401 PPI (Pixeles por pulgada). Además la pantalla está recubierta con Gorilla Glass 3, que la protege contra fuertes golpes, rayones y caídas.

### Especificaciones
Su procesador es el Mediatek Helio P15 Octa-Core con una velocidad reloj de 2.2 GHz. Cuenta con una GPU Mali-T860MP2 y con 4GB de memoria RAM.
Respecto al almacenamiento, posee una memoria interna de 32GB o 64GB (versión India), ampliables mediante Micro SD.
Posee los siguientes sensores:
- Acelerómetro
- Sensor de Proximidad
- Sensor de temperatura
- Lector de huellas dactilares
- Brújula
- GPS con soporte A-GPS, GLONASS
- Sensor de luz ambiente
- Giroscopio

Acepta las siguientes conexiones:
- GPRS - 32/48 kbit/s
- HSDPA - 42 Mb/s
- HSUPA, 5.76 Mb/s
- 4G LTE
- WLAN - Wi-Fi 802.11 a/b/g/n/ac, Wi-Fi Direct, DLNA, Wi-Fi Hotspot
- Bluetooth - v4.0 (A2DP)

### Cámara
- Cámara Principal: 16 megapíxeles con tecnología PDAF y focal 2.0
- Cámara Frontal: 8 megapixeles
- Autoenfoque/enfoque manual
- Flash LED
- Vídeo Full HD (1080p), 30 fps
- Modo HDR
- Modo profesional
- Ráfaga de disparos
- Estabilizador electrónico

### Batería y autonomía
Cuenta con una batería de Li-Ion con capacidad de 3050 mAh no removible. Según Motorola, puede durar hasta 50 de conversación de modo de red de datos 3G/4G.

### Software
Se lanzó al mercado en 2016 con Android 6.0 Marshmallow, y actualmente tiene garantizada una actualización más, a Android 7.0 Nougat.

### Características Especiales
El Moto M resalta sobre todo por características adicionales que le hacen diferente de otros dispositivos de Motorola, por ejemplo:
- Lector de huellas trasero (hasta 2018 Motorola solo lo uso en esta gama)
- USB-C: Pese a ser gama media, el Moto M cuenta con tecnología USB-C, algo que hasta 2018, solo la gama Z y el X4, gamas media alta y alta, contaban. Además cuenta con carga rápida
- No cuenta con la app Moto, el Launcher de Motorola, ni pantalla de ambiente. Por lo que la experiencia es totalmente Android stock.

## Política de actualizaciones
Según varias fuentes de información, Motorola actualizará sus equipos únicamente por un año, es decir que recibirá solo 2 actualizaciones o versiones de Android para así garantizar que sus compradores compren nuevos equipos. El Moto M ya ha recibido la actualización de Android 6 a Android 7, mas no a 7.1, ni mucho menos Android 8.